# Джеф Дейвис (окръг, Джорджия)
Окръг Джеф Дейвис (на английски: Jeff Davis County) е окръг в щата Джорджия, Съединени американски щати. Площта му е 868 km², а населението - 13 083 души. Административен център е град Хейзълхърст.